# Сома, Юки
Юки Сома (яп. 相馬 勇紀; род. 25 февраля 1997, Токио) — японский футболист, игрок португальского клуба «Каза Пия» и сборной Японии по футболу.

## Карьера

### Клубная карьера
На студенческом уровне Сома играл за команду Университета Васэда, пока в 2018 году не присоединился к клубу «Нагоя Грампус», за который дебютировал 11 августа 2018 года в матче против «Касимы Антлерс».
В августе 2019 года Сома перешёл на правах аренды в «Касиму Антлерс». По окончании срока аренды вернулся в «Нагою Грампус», за которую отыграл почти два года, выиграв с командой в 2021 году Кубок Джей-лиги.
20 января 2023 года было объявлено о его переходе на правах аренды в португальский клуб «Каза Пия». По окончании сезона было объявлено о продлении аренды футболиста до 30 июня 2024 года.

### Международная карьера
Летом 2021 года было объявлено, что Сома вошёл в заявку сборной Японии для участия в олимпийском футбольном турнире. На турнире стал главной частью команды, которая дошла до 1/2 финала, заняв итоговое 4-е место.
Был включён в состав сборной Японии на чемпионат мира 2022 в Катаре, на котором сыграл в одном матче против сборной Коста-Рики, который закончился победой Коста-Рики со счётом 1:0.

## Достижения
«Нагоя Грампус»
- Кубок Джей-лиги (1): 2021